# La farfalla impazzita/Sono splendidi gli occhi tuoi
La farfalla impazzita/Sono splendidi gli occhi tuoi è un singolo di Paul Anka, pubblicato in Italia su vinile a 45 giri dalla RCA Victor (catalogo N 1537).

## I brani

### La farfalla impazzita
La farfalla impazzita è un brano scritto da Mogol (testo) e Lucio Battisti (musica), presentato al Festival di Sanremo 1968 dallo stesso Anka – reduce dal grande successo avuto 4 anni prima con Ogni volta – in abbinamento con Johnny Dorelli. Il brano viene proposto durante la seconda serata, venendo eliminato dopo la prima doppia esecuzione. L'arrangiamento e la direzione orchestrale sono di Franco Pisano, con I 4 + 4 di Nora Orlandi.
Fu il suo ultimo singolo in italiano.

### Sono splendidi gli occhi tuoi
Sono splendidi gli occhi tuoi è la canzone presente sul lato B del disco. Il testo è di Giuseppe Cassia, mentre la musica è di Paul Anka. Il brano impreziosisce il singolo, probabilmente schiacciando qualitativamente la canzone sanremese di Battisti, comunque ben strutturata, ma non comparabile a questa perla del cantautore canadese.

## Tracce

### Lato A
1. La farfalla impazzita (Festival di Sanremo 1968) – 3:32 (testo: Mogol – musica: Lucio Battisti; edizioni musicali Fama/El' & Chris)

### Lato B
1. Sono splendidi gli occhi tuoi – 2:14 (testo: Giuseppe Cassia – musica: Paul Anka; edizioni musicali RCA Musica)